# Sommet du G7 de 1993
Pour un article plus général, voir Sommet du G8.
Le sommet du G7 1993, 19e réunion du G7, réunissait les dirigeants des 7 pays démocratiques les plus industrialisés, ou G7, du  7 au 9 juillet 1993, dans la ville japonaise de Tokyo.

## Participants
| Participants au G7            |                  |                        |                                            |
| Membre                        | Membre           | Représenté par         | Fonction                                   |
| Drapeau du Canada             | Canada           | Kim Campbell           | Première ministre                          |
| Drapeau de la France          | France           | François Mitterrand    | Président                                  |
| Drapeau de l'Allemagne        | Allemagne        | Helmut Kohl            | Chancelier                                 |
| Drapeau de l'Italie           | Italie           | Carlo Azeglio Ciampi   | Président du Conseil                       |
| Drapeau du Japon              | Japon            | Miyazawa Kiichi        | Premier ministre                           |
| Drapeau du Royaume-Uni        | Royaume-Uni      | John Major             | Premier ministre                           |
| Drapeau des États-Unis        | États-Unis       | Bill Clinton           | Président                                  |
| Drapeau de l’Union européenne | Union européenne | Henning Christophersen | Vice-président de la Commission européenne |
| Drapeau de l’Union européenne | Union européenne | Jean-Luc Dehaene       | Vice-président (?) du Conseil européen     |

Jacques Delors, président de la commission européenne, ne s'y est pas déplacé pour raisons de santé.